# Prueba de Friedman
En estadística la prueba de Friedman es una prueba no paramétrica desarrollado por el economista Milton Friedman. Equivalente a la prueba ANOVA para medidas repetidas en la versión no paramétrica, el método consiste en ordenar los datos por filas o bloques, reemplazándolos por su respectivo orden. Al ordenarlos, debemos considerar la existencia de datos idénticos.

## Método
1. Sea {\displaystyle \{x_{ij}\}_{m\times n}} una tabla de datos, donde {\displaystyle m} son las filas (bloques) y {\displaystyle n} las columnas (tratamientos). Una vez calculado el orden de cada dato en su bloque, reemplazamos la tabla original con otra {\displaystyle \{r_{ij}\}_{m\times n}} donde el valor {\displaystyle r_{ij}} es el orden de {\displaystyle x_{ij}} en cada bloque {\displaystyle i}.
2. Cálculo de las varianzas intra e inter grupo:
  - {\displaystyle SS_{t}=n\sum _{j=1}^{m}({\bar {r}}_{j}-{\bar {r}})^{2}},
  - {\displaystyle SS_{e}={\frac {1}{m(n-1)}}\sum _{i=1}^{m}\sum _{j=1}^{n}(r_{ij}-{\bar {r}})^{2}}
  - {\displaystyle {\bar {r}}_{j}={\frac {1}{m}}\sum _{i=1}^{m}{r_{ij}}}
  - {\displaystyle {\bar {r}}={\frac {1}{mn}}\sum _{i=1}^{m}\sum _{j=1}^{n}r_{ij}}
3. El estadístico viene dado por {\displaystyle Q={\frac {SS_{t}}{SS_{e}}}}.
4. El criterio de decisión es {\displaystyle \mathbf {P} (\chi _{n-1}^{2}\geq Q)}.

- Datos: Q1457633